# Het meisje met het rode haar (boek)
Het meisje met het rode haar is een boek van Theun de Vries, gepubliceerd in 1956. Het verhaal speelt zich af in de Tweede Wereldoorlog en gaat over de verzetsstrijdster Hannie Schaft (Het meisje met het rode haar).
In 1981 werd er een gelijknamige film van gemaakt.